# Kanke (India)
Kanke è una suddivisione dell'India, classificata come census town, di 16.396 abitanti, situata nel distretto di Ranchi, nello stato federato del Jharkhand. In base al numero di abitanti la città rientra nella classe IV (da 10.000 a 19.999 persone).

## Geografia fisica
La città è situata a 23° 25' 60 N e 85° 19' 0 E e ha un'altitudine di 610 m s.l.m..

## Società

### Evoluzione demografica
Al censimento del 2001 la popolazione di Kanke assommava a 16.396 persone, delle quali 8.737 maschi e 7.659 femmine. I bambini di età inferiore o uguale ai sei anni assommavano a 1.869, dei quali 950 maschi e 919 femmine. Infine, coloro che erano in grado di saper almeno leggere e scrivere erano 12.333, dei quali 6.982 maschi e 5.351 femmine.